# Karronade

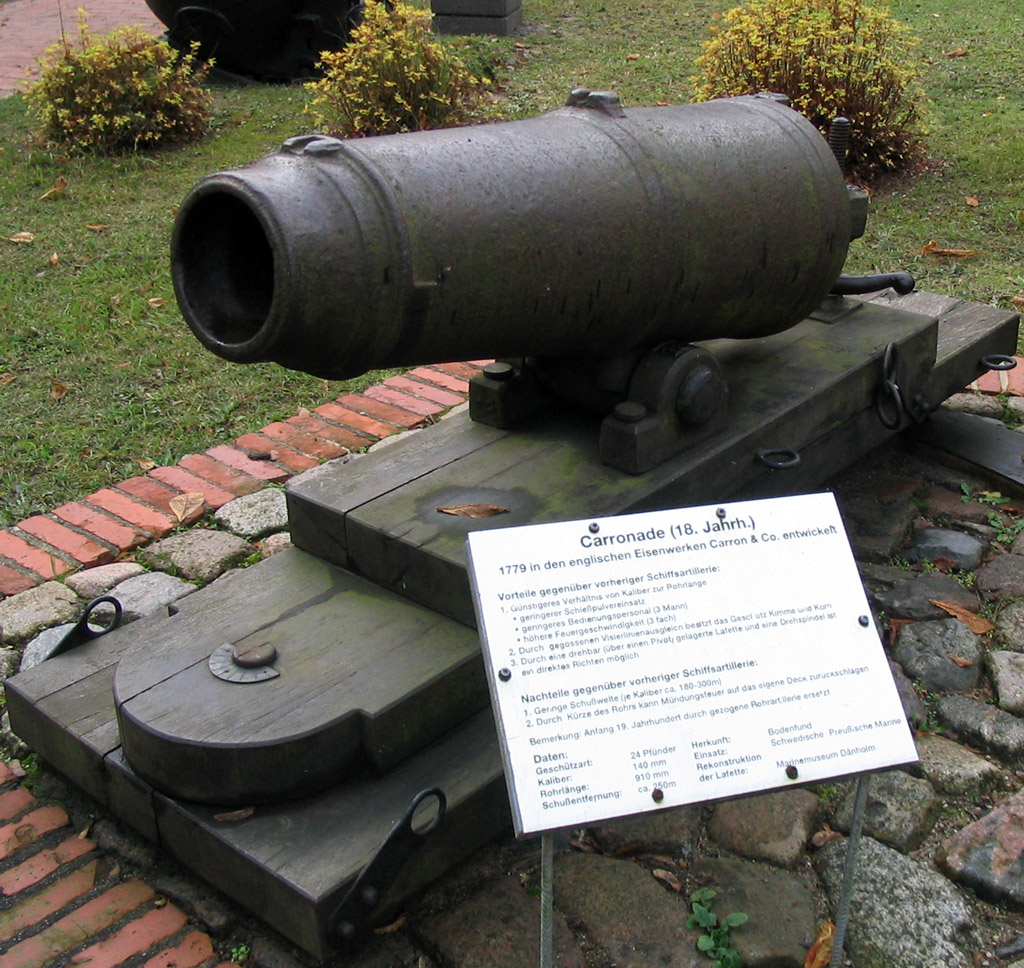
Karronade – Kaliber 140 mm

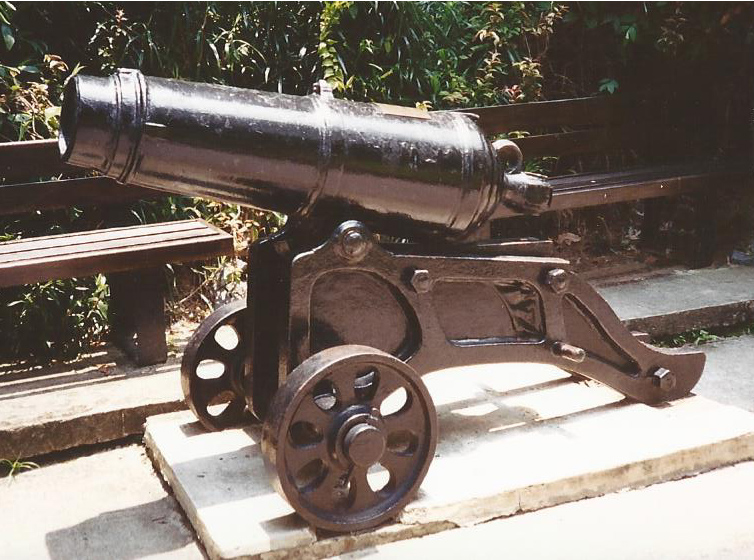
Karronade auf Radlafette (Englische Marine)

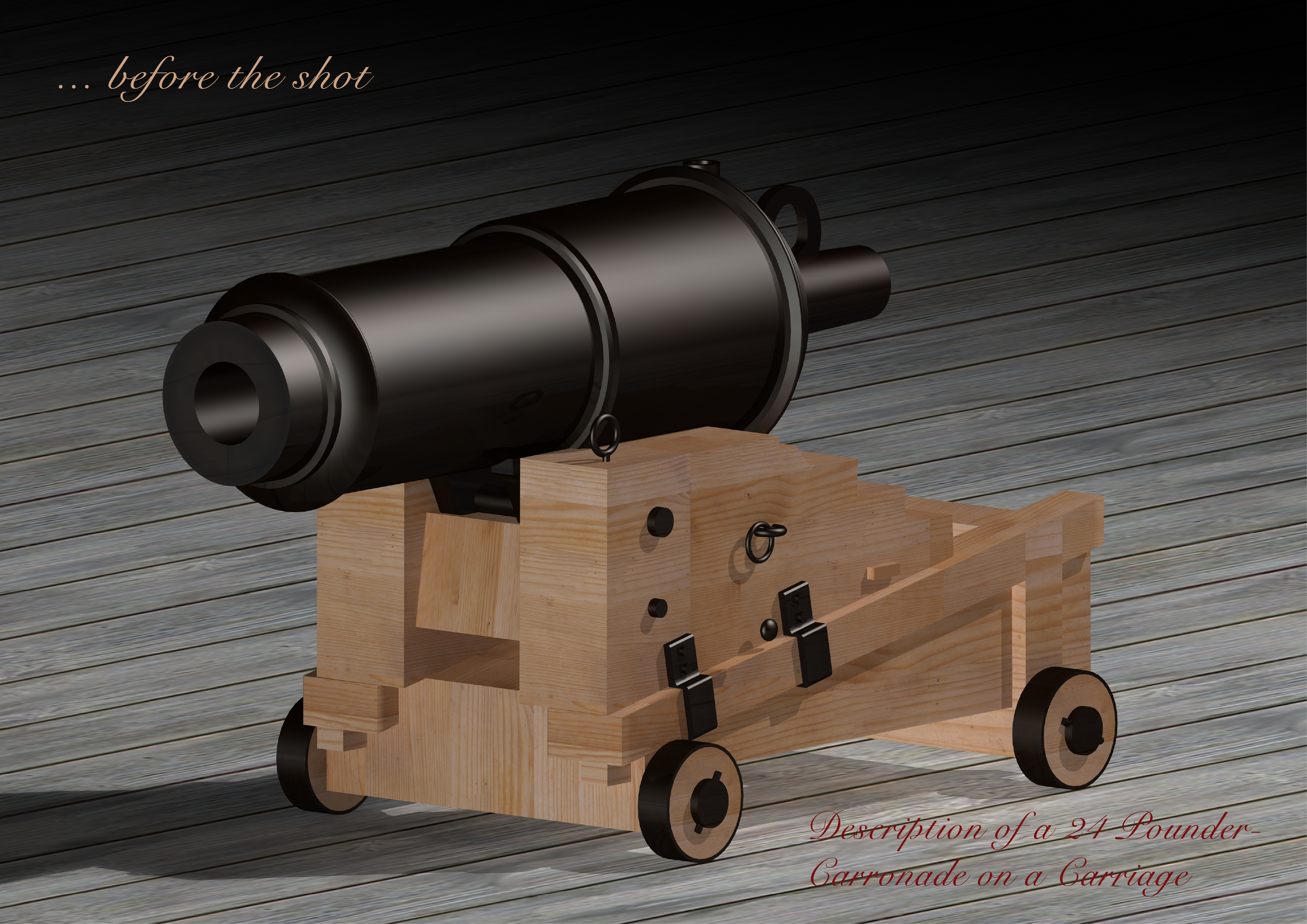
Darstellung einer Karronade nach Plänen von Robert Melville – vor dem Schuss …

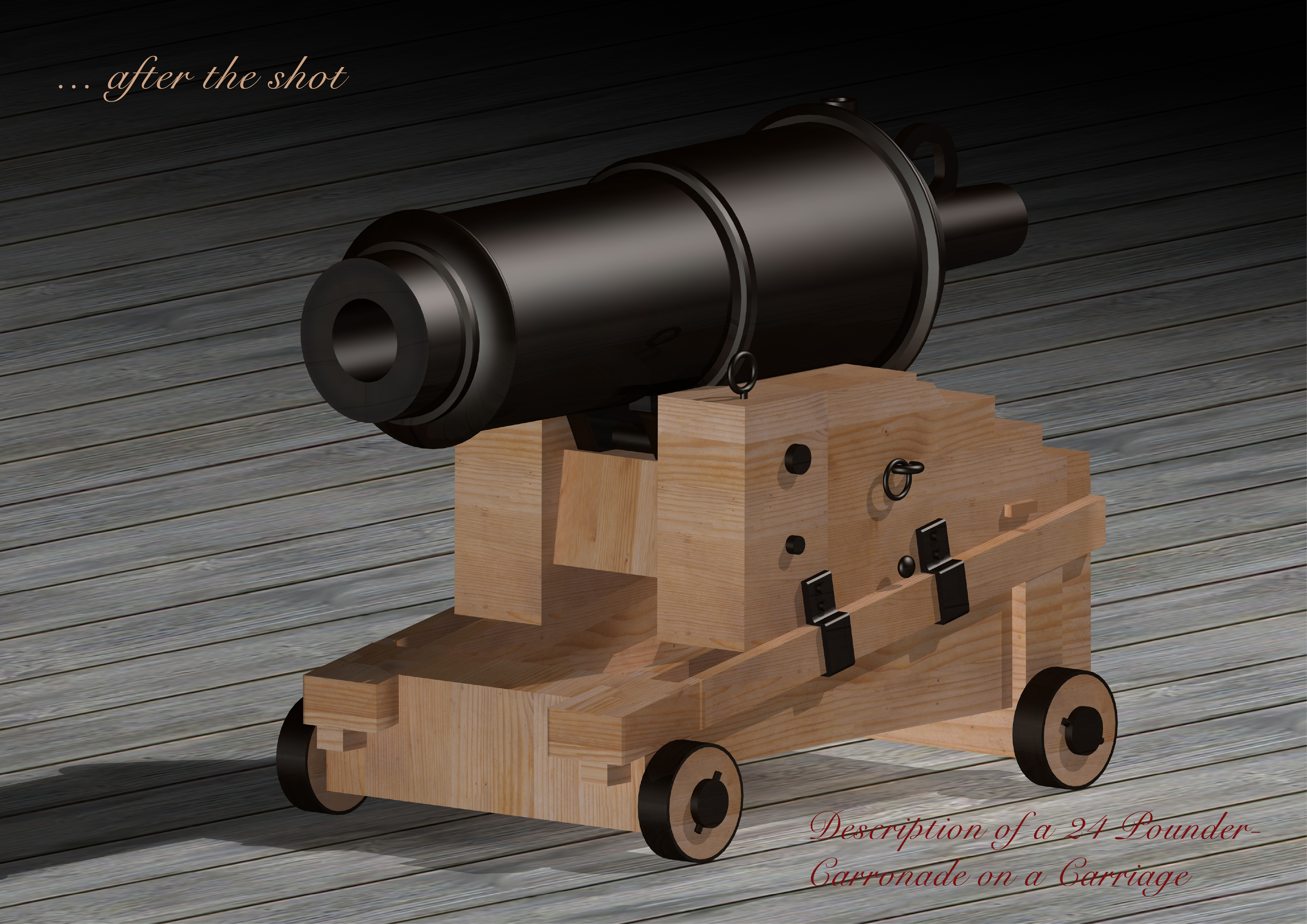
… nach dem Schuss

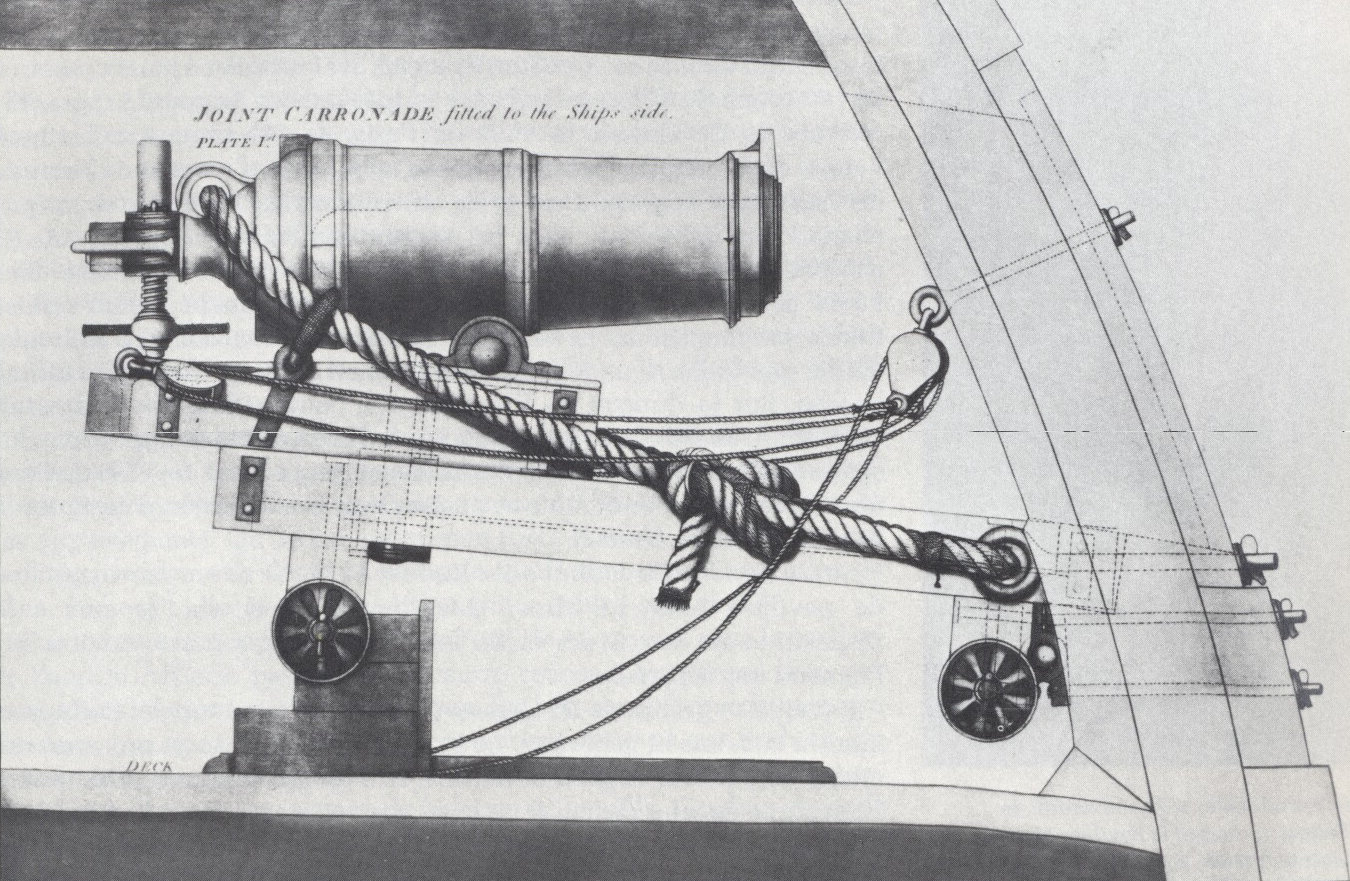
Schnitt durch Bordwand und Geschützdeck eines Schiffes mit eingebauter Karronade

Die Karronade (engl. Carronade) ist eine Art leichter Kanone kurzer Reichweite, die seit Ende des 18. Jahrhunderts zunächst als Zusatzbewaffnung auf Linienschiffen und Fregatten, später auch als Hauptbewaffnung auf Sloops und Korvetten aufgestellt wurden. In Landheeren fand die Karronade relativ selten Verwendung. Die ersten dieser kurzrohrigen Waffen wurden 1774 vom schottischen Offizier Robert Melville (1728–1809) erfunden und bei den Carron Iron Works in Falkirk, Schottland, gegossen, daher die Benennung als Carronade.

## Entwicklung
Die Erfindung der Karronade zwischen 1759 und 1774 ging auf General Robert Melville zurück. Er kompensierte die reduzierte Ladung und die stark verkürzte Länge einer Waffe, indem er das Spiel der Kugel im Lauf verringerte und so einen Großteil der Energie einsparte, die normalerweise beim Abfeuern an der Außenseite der Kugel verloren ging. Melvilles Entwicklung basierte auf den Arbeiten von Benjamin Robins, einem Mathematiklehrer aus Bath. Mit Hilfe eines Messgeräts, dem Ballistischen Pendel, war Robins in der Lage, die Aufschlaggeschwindigkeit und die kinetische Energie einer Kanonenkugel zu berechnen. Das Ballistische Pendel war ein Gestell, in dem ein Pendel mit einem bekannten Gewicht aufgehängt war, das an seinem freien Ende einen schweren Holzklotz trug. An der Unterseite des Pendels war ein Maßband befestigt, das an einer Markierung vorbeilief. Sobald eine Kanone aus einer bestimmten Entfernung auf das Holz geschossen wurde, ließ die Kanonenkugel das Pendel zurückschwingen und das Band an der Markierung vorbeilaufen. Indem er das Experiment bei verschiedenen Entfernungen durchführte, konnte er den Geschwindigkeitsverlust mit zunehmender Entfernung bestimmen und daraus eine Formel ableiten, die sowohl den Luftwiderstand als auch die Wirkung der Schwerkraft berücksichtigte. Außerdem ermittelte er die Geschwindigkeitsunterschiede, die sich aus den unterschiedlichen Ladungen und Geschützlängen ergaben. Melville überredete die Carron Iron Company in der Nähe von Falkirk, ein 68-Pfünder-Geschütz nach seinen Vorgaben zu fertigen.

## Technik
Die Karronade wog etwa ein Viertel des Gewichts einer Kanone mit gleichem Kaliber, aber langem Lauf. Durch die Reduzierung des Spiels auf 0,1 Zoll wurde so zwischen einem Viertel und einem Drittel weniger Schießpulver benötigt. Die Karronade nahm den alten Kammertyp wieder auf, bei dem die Bohrung an der Stelle, an der die Ladung platziert wurde, kleiner war. So konnte die Dicke des Metalls um die Kammer herum gleich bleiben, während der Außendurchmesser und damit das Gewicht stark reduziert wurden. Auf Grund des geringeren Spiels reduzierte sich die Leckage was wiederum zu einer höheren Mündungsgeschwindigkeit und zu einer besseren Treffsicherheit führte.
Die Karronade unterschied sich von anderen Kanonen auch durch eine andere Lagerung des Rohres. Die Karronade war auf einer besonderen pivotierten Gleitlafette und nicht auf den bei Kanonen üblichen Schildzapfen gelagert. Stattdessen hatte sie eine Öse, die im unteren Teil des Rohrs eingegossen war und an einem Holzschlitten befestigt war. Dieser Schlitten konnte frei über die Oberseite einer abgeschnittenen Räderlafette gleiten, die fest an der Seite des Schiffes verschraubt war. Um ein Losspringen der Karronade zu verhindern, wurde ein vertikaler Bolzen durch den Holzschlitten geführt, der in einen Schlitz im unteren Teil des Wagens einrastete. Mit ihrem geringen Gewicht ermöglichte die Karronade, großkalibrige Waffen auf den Aufbauten wie Back und Achterdeck aufzustellen, wo normale Kanonen zu schwer gewesen wären. Zudem ließ sie sich wegen ihrer Leichtigkeit von kleinen Mannschaften bedienen.

## Einsatzgeschichte
Seit Ende des 18. Jahrhunderts wurde sie zunächst als Zusatzbewaffnung auf Linienschiffen und Fregatten genutzt. Nelsons Flaggschiff Victory führte in der Schlacht von Trafalgar zwei 68-Pfünder und eine 18-Pfünder Karronade mit. Später dienten Karronaden auch als Hauptbewaffnung auf Sloops und Korvetten. Die Marinen des europäischen Festlands verinnerlichten das neue Prinzip der Karronade zunächst nicht, die Franzosen benutzten beispielsweise an deren Stelle die haubitzenartige Obusier de vaisseau. Die Marinen der Ostsee entwickelten eine Art kurzrohriger Waffe mit großem Kaliber, die fast wie Drehbassen aufgestellt wurden. Sie sahen aus wie eine Kreuzung aus Haubitze und Drehbasse.
Obwohl sich die Karronade zunächst als Neuentwicklung besonders in der amerikanischen und britischen Navy auf kleineren Schiffen wie etwa den Sloops verbreitete, war sie der Kanone in der Reichweite deutlich unterlegen. Die mit einer Hauptbewaffnung aus Karronaden bestückten Schiffe wurden daher meist mit zumindest einem Paar langrohriger Jagdkanonen ausgestattet, um diesen Nachteil auszugleichen.
Die Karronade wurde bis etwa 1850 benutzt. Mit der Zeit lernte man, dass Abstand halten ein einfaches Gegenmittel ist. Auch waren die meisten Schiffe mit Karronaden ausgerüstet, so dass niemand mehr einen Vorteil im Nahkampf hatte. Anfang der 1840er Jahre wurden Granaten verschießende Geschütze eingeführt, was die Karronaden überflüssig machte.

## Kaliber
- 12-Pfünder: 11,50 cm
- 18-Pfünder: 13,10 cm
- 24-Pfünder: 14,40 cm
- 32-Pfünder: 16,10 cm
- 42-Pfünder: 17,40 cm
- 68-Pfünder: 20,40 cm

Die Pfund-Angabe bezieht sich auf die Masse einer im Lauf des entsprechenden Innendurchmessers (= Kaliber) verschießbaren Kugel aus Gusseisen. Idealisiert hat eine Eisenkugel mit Durchmesser D = 20,4 cm ein Volumen V = 4⁄3 · {\displaystyle \pi } · r³ = 4489 cm³, die im Fall von Gusseisen mit der Dichte d = 7,2 g⁄cm³ die Masse m = V · d = 32319 g hat. Nimmt man das britische Pfund – avoirdupois pound – zu 453,6 g an, ergibt sich für diese Masse m = 71,25 pound. Das Nenngewicht von 68 Pfund liegt um 4,5 % niedriger, was 1,5 % kleineren Durchmesser, Oberflächenmulden und Lunker erlaubt.